# Марс-Гілл (Північна Кароліна)
Марс-Гілл (англ. Mars Hill) — місто (англ. town) в США, в окрузі Медісон штату Північна Кароліна. Населення — 2007 осіб (2020).

## Географія
Марс-Гілл розташований за координатами 35°49′41″ пн. ш. 82°32′55″ зх. д. / 35.82806° пн. ш. 82.54861° зх. д. (35.828129, -82.548497).  За даними Бюро перепису населення США в 2010 році місто мало площу 5,12 км², уся площа — суходіл.

## Демографія
Згідно з переписом 2010 року, у місті мешкало 1869 осіб у 538 домогосподарствах у складі 312 родин. Густота населення становила 365 осіб/км².  Було 619 помешкань (121/км²).
Расовий склад населення:
| - 87,1 % — білих - 9,0 % — чорних або афроамериканців - 1,0 % — азіатів - 0,2 % — вихідців з тихоокеанських островів - 0,2 % — корінних американців |

До двох чи більше рас належало 1,9 %. Частка іспаномовних становила 3,4 % від усіх жителів.
За віковим діапазоном населення розподілялося таким чином: 11,5 % — особи молодші 18 років, 75,1 % — особи у віці 18—64 років, 13,4 % — особи у віці 65 років та старші. Медіана віку мешканця становила 22,9 року. На 100 осіб жіночої статі у місті припадало 96,5 чоловіків;  на 100 жінок у віці від 18 років та старших — 95,3 чоловіків також старших 18 років.
Середній дохід на одне домашнє господарство  становив 59 502 долари США (медіана — 44 861), а середній дохід на одну сім'ю — 78 434 долари (медіана — 61 579). Медіана доходів становила 41 823 долари для чоловіків та 42 000 доларів для жінок. За межею бідності перебувало 22,5 % осіб, у тому числі 18,8 % дітей у віці до 18 років та 16,0 % осіб у віці 65 років та старших.
Цивільне працевлаштоване населення становило 1071 особа. Основні галузі зайнятості: освіта, охорона здоров'я та соціальна допомога — 44,3 %, мистецтво, розваги та відпочинок — 13,4 %, роздрібна торгівля — 8,6 %, будівництво — 8,0 %.